# Samsonia
Genre
Samsonia est un genre de bacilles Gram négatifs (BGN) de la famille des Yersiniaceae.
L'espèce-type et unique espèce de ce genre est Samsonia erythrinae, du nom de la phytobactériologiste française Régine Samson Mézily, INRA, Angers, France, qui travaille sur Erwinia pectolytique.
Ces bactéries ont été découvertes dans l'écorce d'arbres infectés du genre Erythrina. Parmi les bactéries phytopathogènes de la famille des Enterobacteriaceae, celles du Samsonia sont probablement les plus proches des espèces du genre Pectobacterium.

## Liste des espèces
Selon LPSN (9 juin 2025) :
- Samsonia erythrinae Sutra et al. 2001

## Taxonomie
Le nom correct complet (avec auteur) de ce taxon est Samsonia Sutra et al. 2001.
L'espèce type est Samsonia erythrinae Sutra et al. 2001.

### Étymologie
L'étymologie du nom de genre Samsonia est la suivante : Sam.son’i.a. N.L. fem. n. Samsonia, nommé d'après la phytobactériologiste française Régine Samson, INRA, Angers, France, qui a travaillé sur les Erwinia pectolytiques.